# Scipion Afričan osvobodi Massivo (Tiepolo)
Scipion Afričan osvobodi Masivo (tudi Scipio osvobaja Masivo) je slika, ki prikazuje prizor iz stare rimske zgodovine beneškega umetnika Giovannija Battiste Tiepola, naslikana med letoma 1719 in 1721. Slika prikazuje rimskega generala Scipiona Afričana po bitki leta 209 pr. n. št. pri Baeculi v današnji Španiji, kjer je premagal Kartažane in ujel njihove iberske in severnoafriške zaveznike. Na sliki je podrobno prikazan trenutek, ko enega od ujetih Afričanov pripeljejo pred Scipia, ki ga prepozna kot Masivo, nečaka poglavarja vzhodne Numidije, Masinisa. Scipio naj bi osvobodil Masivo in ga poslal domov k svojemu stricu, obremenjenega z darili, in tako pridobil Masinisovo zvestobo Rimu.
Giovanni Battista Tiepolo (1696-1770) je bil italijanski slikar in jedkar, najbolj znan po svojih ciklih dekorativnih fresk. Tiepolo se je pridružil bratovščini beneških slikarjev leta 1717 pri enaindvajsetih letih. Med njegovimi pokrovitelji so bili dož Giovanni II. Cornaro, videmski nadškof Dionisio Dolfin, švedski veleposlanik grof Carl Gustaf Tessin in Karel III. Španski. Tiepolo je umrl v Madridu, medtem ko je delal za Karla III., in njegovo delo je hitro šlo iz mode. Tiepolova dela, zlasti njegove freske, so bila razvita skozi proces risb in oljnih skic, nato pa je končno delal na steni, kjer naj bi bila freska.[4] Tiepolovo delo je bilo znano in je še danes visoko cenjeno zaradi njegovih odzivov na svetlobo na mestu, kjer je bila slika, do usmrtitve in kako je to vplivalo na njegove postopke.

## Kompozicija
Tiepolova uporaba oljnih barv doseže svetle biserne barve, z živahnimi rdečimi in modrimi, ki pritegnejo pozornost nad nekoliko umirjenimi oranžnimi in rumenimi toni večjega dela slike. Ker je malo barv zelo nasičenih, močna rdeča v središču slike pritegne pogled neposredno k Scipionu na vrhu osrednjega podija. Scipionova iztegnjena roka nato vodi gledalčevo oko po sliki v desno.
Ta vidna črta je osnova piramide, ki se oblikuje, ko se oko nato potegne v levo vzdolž podnožja slike s pometajočo krivuljo podesta. Bogata modrina v kostumu zastavonoše neposredno v ospredju nato pritegne pogled in po diagonalnih linijah njegovega telesa popelje gledalca nazaj na vrh podija. Slike na desni se kopajo v močni svetlobi, ki močno nasprotuje globokim sencam in temnim tonom na levi strani slike. To pomaga usmeriti pogled, ko se oko usmeri proti svetlo svetlemu prostoru in nato usmeri nazaj v središče, stran od temnejših območij.
Slika je ločena na tri dele s podestom na dnu in arhitekturnim elementom proti vrhu, ki uporabljata močne vodoravne črte, da ustvarijo definirano osrednje območje slike. Barve in figure so omejene na osrednji del slike, kjer njihove diagonalne in odprte drže ustvarjajo močan občutek gibanja. V zgornjem in spodnjem delu slike prevladujejo slojevite vodoravne in navpične črte, v talnih ploščicah v spodnjem delu in arhitekturne značilnosti v zgornjem delu, ki dajejo sliki globino. Tiepolova mojstrska uporaba okvirnega krajšanja v figurah poudarja to globino.

## Zgodovinski kontekst
V 18. stoletju so Francozi prevzeli vodilno vlogo kot ustvarjalci kulture v Evropi. Francoski dvori so bili vodilni v modi, umetnosti in mišljenju in večina Evrope jih je gledala kot najmočnejši primer kulture. Tako kot v renesansi so svet umetnosti fascinirali »starodavni«, pri čemer sta se starorimska zgodovina in kultura ozrli nazaj in se odražali v svetu umetnosti. Francoska Académie royale de peinture et de sculpture (Kraljeva akademija za slikarstvo in kiparstvo), ustanovljena leta 1648, je bila vodilna sila v produkciji umetnosti in je močno vplivala na preostalo Evropo. 18. stoletje je bilo tudi čas velikega svetovnega raziskovanja in trgovine, zaradi česar so bili »eksotični« kraji, kot sta Azija in Afrika, zanimivi in navdušujoči. To navdušenje nad eksotiko in močjo ohranjanja znanja o svetu izven Evrope ni bilo mogoče najti le v Franciji, ampak ga je mogoče videti po vsej Evropi, tudi v Italiji.
Prvotna postavitev in mecen Scipiona Afričana, ki osvobaja Masivo, ni znan, zato razlogi za naročilo dela ostajajo nejasni, vendar če pogledamo sliko z zamislimi o materialni kulturi, je mogoče ekstrapolirati vsaj pomene, ki jih je mecen želel upodobiti z naročilom dela. Navdušenje nad rimsko zgodovino in prestiž zgodovinskega slikarstva, zlasti v francoski akademiji, pomeni, da bi bila ta slika verjetno zelo cenjena.
Odločitev, da upodobi samega Scipiona Afrčana, pa daje najgloblji vpogled v pomene podobe. Scipion je v Rimu zaslovel s svojim raziskovanjem in osvajanjem območij Afrike za Rimsko republiko. Scipion je tukaj upodobljen kot dobrohoten in močan osvajalec, ki je fizično dvignjen nad druge figure podobe in je edina figura, ki prodre v zgornjo tretjino kompozicije. Scipionovo raziskovanje in moč nad afriško celino je bilo tukaj uporabljeno za odraz in razkazovanje pokroviteljeve moči in svetovnega znanja.

## Off the Wall
Leta 2012 je bil Scipion Afričan osvobodi Masivo predstavljen na Off the Wall, razstavi na prostem na ulicah Baltimora v Marylandu. Reprodukcija slike, izvirnik je del zbirke The Walters Art Museum, je bila na ogled v sodišču Clarence M. Mitchell, Jr.. Narodna galerija v Londonu je leta 2007 začela s konceptom prinašanja umetnosti ven, Detroitski inštitut za umetnost pa je koncept uvedel v ZDA. Reprodukcije slik Waltersovih Off the Wall so narejene na vremensko odpornem vinilu in vključujejo opis slika in koda QR za pametne telefone.

## Drugo branje
- Adams, Arron. (2016). Tiepolo: His Palate. ISBN 9786050425055
- Baird, Ileana and Christina Ionescu. Eighteenth-Century Thing Theory in a Global Context: From Consumerism to Celebrity Culture. Taylor and Francis (2013). ISBN 9781472413291
- Calaresu, Melissa. "Images of Ancient Rome in Late Eighteenth-Century Neapolitan Historiography." Journal of the History of Ideas, Vol. 58, No. 4 (Oct. 1997), pp. 642–661.
- Christiansen, K, ur. (1996). Giambattista Tiepolo, 1696–1770. New York: The Metropolitan Museum of Art.
- Griggs, Tamara. "Ancient Art and the Antiquarian: The Forgery of Giuseppe Guerra, 1755–1765." Huntington Library Quarterly, Vol. 74, No. 3 (September 2011), pp. 471–503
- Wilson, Peter H. A Companion to Eighteenth-Century Europe. Blackwell Publishing, 2008. Blackwell Reference Online. <http://www.blackwellreference.com.virtual.anu.edu.au/subscriber/book.html?id=g9781405139472_9781405139472>